# Diotima iz Mantineje
Diotima iz Mantineje je ime ali psevdonim za antično grško žensko ime ali fiktivni lik v Platonovem Simpoziju, ki naj bi živela cca. 440 p. n. št.
Platon v dialogu Simpozij predstavi svečenico Diotimo iz Mantineje kot tisto, ki Sokratu predstavi svoj pogled na ljubezen, Sokrat pa omeni, da ga je glede njegove teorije ljubezni navdihnila prav Diotima. Trdila naj bi, da je cilj ljubezni nesmrtnost, "rojevanje v lepem", bodisi z ustvarjanjem otrok bodisi z lepimi, dobrimi stvarmi. To je temelj, na katerem Sokrat zariše Platonovo teorijo, da je ljubezen iskanje lepote, dobrega in resničnega, vendar je ta bolj abstraktna kot so Diotimine stvaritve.
Diotima je bila edinstvena tudi v tem, da naj bi bila svobodna, neporočena in neodvisna ženska v antični Grčiji, kar je edinstveno in (skoraj) neverjetno že samo po sebi, pri čemer ji ni bilo treba biti hetera, da bi se o intelektualnih zadevah lahko pogovarjala z moškim. Še več, pravzaprav se sploh ne ve ali je fiktivna ali realna oseba, čeprav nekateri strokovnjaki za Platona menijo, da bi lahko bila realna oseba, saj je Platon v skoraj vseh svojih dialogih uporabljal imena realnih ljudi.
O pomenu Diotime in ali je obstajala kot realna ali fiktivna oseba so razpravljali tudi sodobni filozofi in sociologi.
Kenneth J. Dover v knjigi Grška homoseksualnost tako trdi, da je obstoj Diotime nerazrešljiv in tudi vprašljiv, saj meni, da ni podatkov, ki bi pričali o dejanskem obstoju ženske iz Mantineje, s čimer se strinja tudi filozofinja Martha C. Nussbaum, prav tako raziskovalka ljubezni in čustev.
A Nussbaum ponudi še en pogled na Diotimo v poglavju »Alkibijadov govor: branje Simpozija« v njeni knjigi Krhkost dobrega (The Fragility of Goodness, Luck and Ethics in Greek Tragedy and Philosophy), ko pravi, da glede na to, da je Diotima fikcija, se lahko vprašamo o njenemu imenu in zakaj ga je Platon izbral. "Ime namreč pomeni ‘části boga’ oz. 'časti Zevsa'. Alkibiad je imel slovito ljubimko, hetero, ki se je v zgodovino zapisala z imenom Timandra. To ime pomeni ‘části človeka’. Sokrates si je torej prav tako poiskal učiteljico: duhovnico namesto hetere, žensko, ki občevanju čistega duha daje prednost pred telesnimi užitki, ki božje spoštuje bolj kakor zgolj človeške zadeve. Kot nam pove Platon, fiktivni sloves in veljava Diotime izvirata iz njenega dejanja pomoči Atenam v času velike kuge, ko ji je uspelo odložiti katastrofo za deset let. Ta izmišljija je torej prav tako pomembna."
Švedski teolog Andres Nygren v knjigi Agape in Eros (Agape and Eros) vidi v Platonovi uvedbi Diotime znak, da Platon ni avtor teorije o erosu, ampak da zgolj povzema že znano doktrino. "Še več, v Simpoziju je ključno, da (Platon) ne postavlja doktrine o erosu neposredno v Sokratova usta, ampak se preprosto spominja, kar mu je povedala Diotima, svečenica iz Mantineje."
Ameriški sociolog David Halperin pa v poglavju »Zakaj je Diotima ženska?« v njegovi knjigi Sto let homoseksualnosti in drugi eseji o grški ljubezni (One Hundred Years of Homosexuality and other essays on Greek Love) razpravlja o tem, da bi Diotima lahko bila tako fiktivna kakor realna oseba. Ko Halperin razpravlja, da bi Diotima lahko bila realna, si zamišlja, da bi bila lahko nadomestek za hetero, učenjakinjo in filozofinjo Aspázijo iz Mileta, ki je takrat veljala za poznavalko na področju ljubezni in spolnosti "... in ker je Platon želel postaviti žensko, ki je inicirana v božanske zadeve in ima vpogled v veliko skrivnost človeštva, je uporabil fiktivno svečenico, ne hetero". In zakaj fiktivna? Ne glede na to ali je bila Diotima realna ali ne v primeru Simpozija deluje kot izmišljena, kot dramski lik in zamišljeni pogovor med Diotimo in Sokratom deluje kot Platonova invencija.
Najnovejša teza Armanda D'Angourja v knjigi Zaljubljeni Sokrat (Socrates in Love - The Making of Philosopher) do neke mere ponovi argument Nussbuam, ko pravi, da bi lahko bila Diotima Aspázija iz Mileta, ki naj bi bila vpletena v odganjanje kuge in dejstvo, da Diotima pomeni "časti Zevsa", Perikleja pa so v komediji in popularnem jeziku imenovali "Zevs", za katerega se je vedelo, da je namenjal veliko pozornosti in časti prav Aspaziji, razkriva, da bi Aspazija lahko predstavljala Diotimo.